# Have I the right
Have I the right is de debuutsingle van de Engelse popgroep The Honeycombs. Het nummer haalde de eerste plaats in de UK Singles Chart, de Engelse hitparade, en was ook in andere landen een groot succes. In de Nederlandse Tijd voor Teenagers Top 10 haalde het de derde plaats.

## Het nummer
Joe Meek, de producent van het nummer, gebruikte zijn appartement op het adres 304 Holloway Road, Islington als opnamestudio. Have I the right is een van de drie Britse nummer 1-hits die daar zijn geproduceerd (de andere twee zijn Johnny Remember Me van John Leyton en Telstar van The Tornados).
Opvallend aan Have I the Right? is de prominente rol van het drumstel, dat het nummer als het ware opjaagt. Het effect werd nog versterkt door de leden van de groep met de voeten te laten stampen op de trap naar de tweede verdieping in Meeks appartement. Aan de spijlen van de trap waren vijf microfoons vastgemaakt om het geluid op te nemen. Om het helemaal af te maken sloeg iemand met een tamboerijn direct tegen een microfoon. Het nummer werd iets versneld op de plaat gezet, tot verdriet van Denis D'Ell, de zanger, die het jammer vond dat hij het nummer live niet zo kon brengen als het op de plaat stond.
De groep nam het nummer later ook op in het Duits (Deutsche Vogue, DV 14210): Hab ich das Recht?, met op de achterkant Du sollst nicht traurig sein. Net als de Engelse versie, bracht deze plaat het tot de 21e plaats in de Duitse hitparade. Op de Duitse versie werd het stampen op de trap achterwege gelaten, en ook het versneld afspelen. Aan de andere kant werd één regel weggelaten, zodat de Duitse versie toch nog iets korter is dan de Engelse. Het effect van versneld afspelen is te bepalen door de B-kanten te vergelijken: Du sollst nicht traurig sein duurt 20 seconden langer dan zijn Engelse pendant Please don't pretend again.

### Rechtszaak
Ken Howard en Alan Blaikley, de schrijvers van het nummer, moesten een rechtszaak over het nummer voeren. De componist Geoff Goddard, die vroeger vaak met Joe Meek had samengewerkt, maar ruzie met hem had gekregen, vond dat het nummer te veel leek op zijn eigen compositie Give Me the Chance. Het Hooggerechtshof in Londen besliste in 1965 dat Have I the Right? geen inbreuk maakte op Goddards copyright.

### Tracklist

#### 7" Single
Pye 7N 15664
1. Have I the right (2:57)
2. Please don't pretend again (2:12)

## Hitnoteringen
| Have I the right           | Have I the right      | Have I the right | Have I the right | Have I the right | Have I the right | Have I the right | Have I the right | Have I the right | Have I the right | Have I the right | Have I the right | Have I the right |
| Hitlijst                   | Datum van binnenkomst | Week:            | 1                | 2                | 3                | 4                | 5                | 6                | 7                | 8                | 9                |                  |
| -------------------------- | --------------------- | ---------------- | ---------------- | ---------------- | ---------------- | ---------------- | ---------------- | ---------------- | ---------------- | ---------------- | ---------------- | ---------------- |
| Tijd voor Teenagers Top 10 | 5-9-1964              | Positie:         | 10               | 5                | 4                | 3                | 4                | 3                | 3                | 3                | 7                | uit              |

### NPO Radio 2 Top 2000
| Nummer met noteringen in de NPO Radio 2 Top 2000 | '99  | '00  | '01  | '02-'04 | '05  |
| ------------------------------------------------ | ---- | ---- | ---- | ------- | ---- |
| Have I the right                                 | 1912 | 1554 | 1978 | -       | 1787 |

1. ↑  Een '-' betekent dat het nummer niet was genoteerd en een vetgedrukt getal geeft de hoogste notering aan.
2. ↑  Deze tabel is bijgewerkt tot en met de meest recente editie (2024).

## Coverversies
Have I The Right is ook opgenomen door Petula Clark op haar album The International Hits uit 1965.  In 1977 hadden The Dead End Kids een hit in Groot-Brittannië en Ierland met het nummer. Het nummer staat ook op het live-album Live At The Deaf Club van the Dead Kennedys. Het nummer is ook gespeeld door Vampire Weekend.